# Khassaraporn Suta
Khassaraporn Suta (tajski เกษราภรณ์ สุตา, ur. 12 grudnia 1971) – tajska sztangistka. Brązowa medalistka olimpijska z Sydney.
Zawody w 2000 były jej jedynymi igrzyskami olimpijskimi. Zdobyła brąz w wadze do 58 kg. Wcześniej była medalistką mistrzostw świata i zawodów o randze kontynentalnej.